# 이소코리스메이트 피루브산 리아제
이소코리스메이트 피루브산 리아제(Isochorismate Pyruvate Lyase,IPL)는 살리실산(salicylate) 형성에 관여하는 경로의 일부를 촉매하는 효소(enzyme)이다. 보다 구체적으로, IPL은 이소코리스메이트(isochorismate)를 기질로 사용하여 살리실산(salicylate)과 피루브산(pyruvate)으로 전환한다. IPL은 녹농균(Pseudomonas aeruginosa)의 pchB 유전자에서 유래한 PchB 효소로 이해된다.

## 같이 보기
- 쿠쿠르비타신